# Diocesi di Primnesso
La diocesi di Primnesso (in latino Dioecesis Prymnessensis) è una sede soppressa del patriarcato di Costantinopoli e una sede titolare della Chiesa cattolica.

## Storia
Primnesso, identificabile con Seulun nell'odierna Turchia, è un'antica sede episcopale della provincia romana della Frigia Salutare nella diocesi civile di Asia. Faceva parte del patriarcato di Costantinopoli ed era suffraganea dell'arcidiocesi di Sinnada.
La diocesi è documentata nelle Notitiae Episcopatuum del patriarcato di Costantinopoli fino al XII secolo.
Diversi sono i vescovi documentati di Primnesso. Vito prese parte al concilio di Costantinopoli nel 381 Giacomo era assente al concilio di Calcedonia nel 451 e fu rappresentato nella seduta finale dal suo metropolita Mariniano. Il vescovo Aussanone è noto grazie a un'iscrizione su una lastra di marmo utilizzata come materiale di reimpiego, databile tra IV e V secolo e scoperta nei pressi di Primnesso.
Nel 518 Aquila sottoscrisse la lettera dei vescovi riuniti in sinodo a Costantinopoli per riaffermare la fede calcedonese contro Severo di Antiochia. Macario intervenne al secondo concilio di Costantinopoli nel 553. Domizio partecipò al terzo concilio di Costantinopoli nel 680. Patrizio era presente al concilio detto in Trullo nel 692. Infine Cristoforo assistette al secondo concilio di Nicea nel 787.
Dal 1933 Primnesso è annoverata tra le sedi vescovili titolari della Chiesa cattolica; il titolo finora non è mai stato assegnato.

## Cronotassi dei vescovi greci
- Vito † (menzionato nel 381)
- Aussanone † (tra IV e V secolo)
- Giacomo † (menzionato nel 451)
- Aquila † (menzionato nel 518)
- Macario † (menzionato nel 553)
- Domizio † (menzionato nel 680)
- Patrizio † (menzionato nel 692)
- Cristoforo † (menzionato nel 787)